# 宮崎駅
宮崎駅（みやざきえき）は、宮崎県宮崎市錦町にある、九州旅客鉄道（JR九州）の駅である。事務管コードは▲940504。

## 概要
宮崎県の県庁所在地である宮崎市の代表駅で、全列車が停車する。特急「海幸山幸」の全列車と、「にちりん」「ひゅうが」「きりしま」の一部が当駅発着で運行される。
当駅は路線名称上としては日豊本線の単独駅であるが、日豊本線南宮崎駅を起点とする日南線の列車の約半数、日南線田吉駅を起点とする宮崎空港線の列車の大半が乗り入れており、日豊本線と日南線・宮崎空港線との実質的な接続駅の機能も持っている。宮崎駅 - 宮崎空港駅間には「空港線」の愛称が付けられている。
2015年5月1日より接近メロディ・発車メロディに向谷実編曲の「フェニックス・ハネムーン」が採用されている。

## 歴史

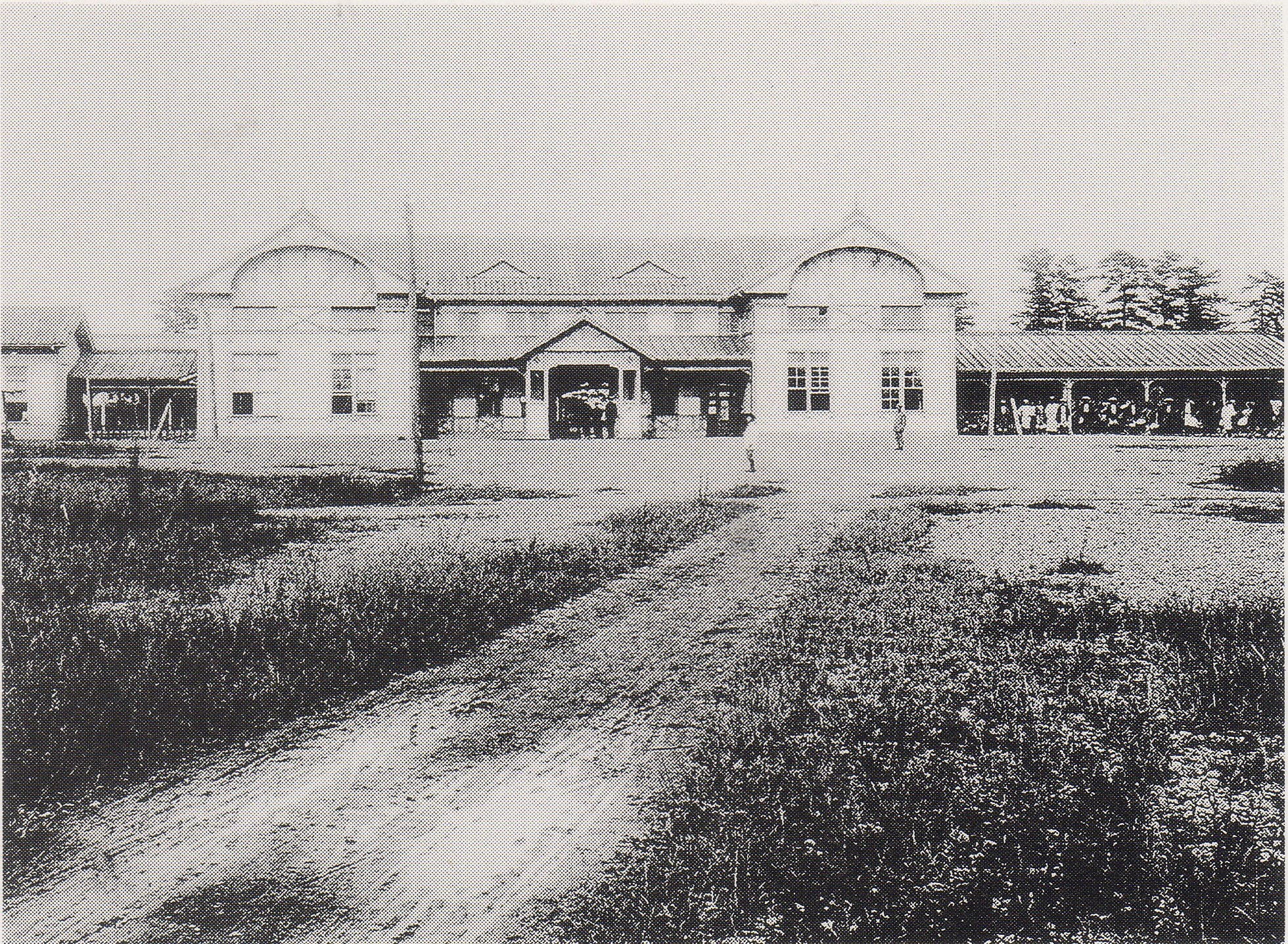
宮崎県営鉄道の駅として開業した頃

宮崎駅へは、当時鹿児島本線の途中駅であった鹿児島県の吉松駅から吉都線・日豊本線の経路で国鉄が線路を順次建設した。これに合わせる形で宮崎駅の工事も進められていたが、青井岳付近の工事が遅延し、1913年（大正2年）2月の時点で宮崎駅だけ先に完成して宙に浮いた状態となっていた。この国鉄の駅を宮崎県が借り受けて宮崎県営鉄道の駅として1913年（大正2年）12月15日にまず開業した。さらに1915年（大正4年）3月20日、国鉄が建設を進めて完成させていた清武 - 宮崎間の線路を宮崎県が借り受けて、宮崎県営鉄道として運行を開始した。この時点では中間の未完成区間を馬車で連絡していた。
1916年（大正5年）10月25日、最後に残されていた青井岳駅 - 清武駅間が完成して国鉄宮崎線が全通し、清武 - 宮崎間の宮崎県営鉄道による借受営業が終了して、国鉄が宮崎駅に乗り入れてきた。これにより、宮崎駅は国鉄と宮崎県営鉄道の駅となった。1917年（大正6年）に宮崎県営鉄道が国有化されて、国鉄のみの駅となった。
1945年（昭和20年）8月12日に空襲を受けて被災したが、1950年（昭和25年）に建て替えられて本復旧した。この建物は昭和末期まで用いられた。駅と線路が東西方向の交通を遮断している状態を解消するために高架化工事が1988年（昭和63年）10月に着工され、1993年（平成5年）10月1日に現在の駅舎が完成した。

### 年表
- 1913年（大正2年）
  - 2月：駅舎完成。
  - 12月15日：宮崎県営鉄道の駅として開業[4]。
- 1915年（大正4年）3月20日：清武駅 - 宮崎駅間の国鉄線を借り受けて宮崎県営鉄道として運行開始[4]。
- 1916年（大正5年）10月25日：鉄道院宮崎線が全通し、宮崎県営鉄道による清武駅 - 宮崎駅間の借受解消、国鉄と宮崎県営鉄道の駅となる[4]。
- 1917年（大正6年）9月21日：宮崎県営鉄道が国有化[4]。
- 1923年（大正12年）12月15日：市棚駅と重岡駅間が開業し、小倉駅から吉松駅が全通したことにより、宮崎線が日豊本線に改称[4]。
- 1945年（昭和20年）8月12日：宮崎大空襲で駅本屋構内被災焼失。
- 1946年（昭和21年）3月：RTO（鉄道司令部）事務所が構内に設置される。
- 1950年（昭和25年）3月：駅本屋第1期復旧工事完成。
- 1951年（昭和26年）3月：駅本屋第2期復旧工事完成。
- 1976年（昭和51年）12月：貨物取扱施設を一部縮小して小荷物取扱施設に転用し、周辺線区の小荷物代行基地として整備[5]。
- 1986年（昭和61年）11月1日：貨物取扱が廃止され、宮崎コンテナセンターが構内に設置される。延岡駅 - 宮崎コンテナセンター間でトラック便を運行。ブルートレイン便以外の小荷物輸送を終了。
- 1987年（昭和62年）4月1日：国鉄分割民営化に伴い、九州旅客鉄道（JR九州）の駅となる[4]。宮崎コンテナセンターは日本貨物鉄道が継承。
- 1988年（昭和63年）10月：駅高架化起工。
- 1991年（平成3年）7月31日：高架化準備のため宮崎コンテナセンターを廃止。佐土原駅に貨物業務を移管。
- 1993年（平成5年）3月6日：高架ホームでの営業が始まる[6][7]。
- 2011年（平成24年）：駅自動放送を導入。
- 2015年（平成27年）
  - 5月1日：接近・発車メロディを導入[3]。
  - 11月7日：自動改札機の供用を開始[8][9]。
  - 11月14日：ICカード「SUGOCA」の利用が可能となる[8][9]。
- 2020年（令和2年）
  - 3月19日：ホーム別の改札口を解消し1つに統一[10]。
  - 10月14日：駅高架下商業施設のえきマチ1丁目宮崎が「ひむか きらめき市場」としてリニューアルオープン[11][12][13]。駅出入口の愛称名として西口は「高千穂口（たかちほぐち）」、東口は「大和口（やまとぐち）」を使用開始[14][15]。
  - 10月16日：西口駅前広場が完成[16][17]。
  - 11月20日：高千穂口（西口）駅前に商業施設「アミュプラザみやざき」が開業[11][18]。
- 2022年（令和4年）4月1日：宮崎支社の発足により、鹿児島支社から同支社へ移管[19]。

## 駅構造
島式ホーム2面4線を持つ高架駅。1番・4番のりばは9両編成、2番・3番のりばは8両編成に対応する。県庁所在地の中心駅としてはJR九州で唯一自動改札機が導入されていなかったが、宮崎エリアでのSUGOCA導入に合わせて、2015年11月7日に自動改札機が導入された。またSUGOCAの利用エリアについても、2012年12月1日に九州全域の都市圏近郊に拡大された時点では宮崎都市圏のみ導入されなかったが、2015年11月14日よりサービスが開始した。以前は各ホームから階段を下った所にそれぞれの改札があったが、2020年（令和2年）3月19日より1箇所に集約された。すべてのホームから上下いずれの方向にも出発が可能。
構内に留置線はなく、留置の際は宮崎神宮駅の留置線へ回送あるいは宮崎車両センターへ入区を行う（南宮崎駅まで営業運転を行う場合もある）。
直営駅でみどりの窓口、SUGOCA券売機（特別デザインカードのみ）が設置されており、自動放送も導入されており、向谷実がメロディ用に編曲した｢フェニックス・ハネムーン｣が接近・発車メロディとして使用されている。駅長・副駅長配置。
コンビニ「ファミリーマート」が入っているが24時間営業ではない。KIOSKは、ホーム上ではなく改札外にある。かつてはホーム上にもあったが後に撤去された。
高架化に伴い1993年に完成した新しい駅舎は、太陽と空を表現しており、J・フェルナンド・テルヤによる設計である。デザインの都合上、開業後暫くは「宮崎駅」という漢字表記を掲げられなかった。また完成当時、市民からは駅舎のデザインに対して賛否両論の声があった。高架化以前は、宮崎機関区や貨物の取り扱いもあり、かなり規模の大きな駅だった。その一方で、駅および線路が市街地を東西に分断していたため、東西間の往来には人も車も大きく迂回する必要があった。
商業施設アミュプラザみやざきの「ひむか きらめき市場」（旧：「フレスタ宮崎」→「えきマチ1丁目宮崎」）が駅構内に併設されており、雑貨店、土産店、居酒屋やファーストフード店などの飲食店、24時間営業のフィットネスジム等がある。
また、KITEN建築当初には駅施設と直結する連絡通路を建設する計画があったものの、建設計画自体が大幅に見直された際に連絡通路計画も廃止となり、アクセスには一度駅の外へ出る必要がある。KITEN完成当初は屋根なども無く雨天時に不便が発生していたが、その後の改修により屋根が取り付けられ、濡れること無くKITENへのアクセスが可能となっている。

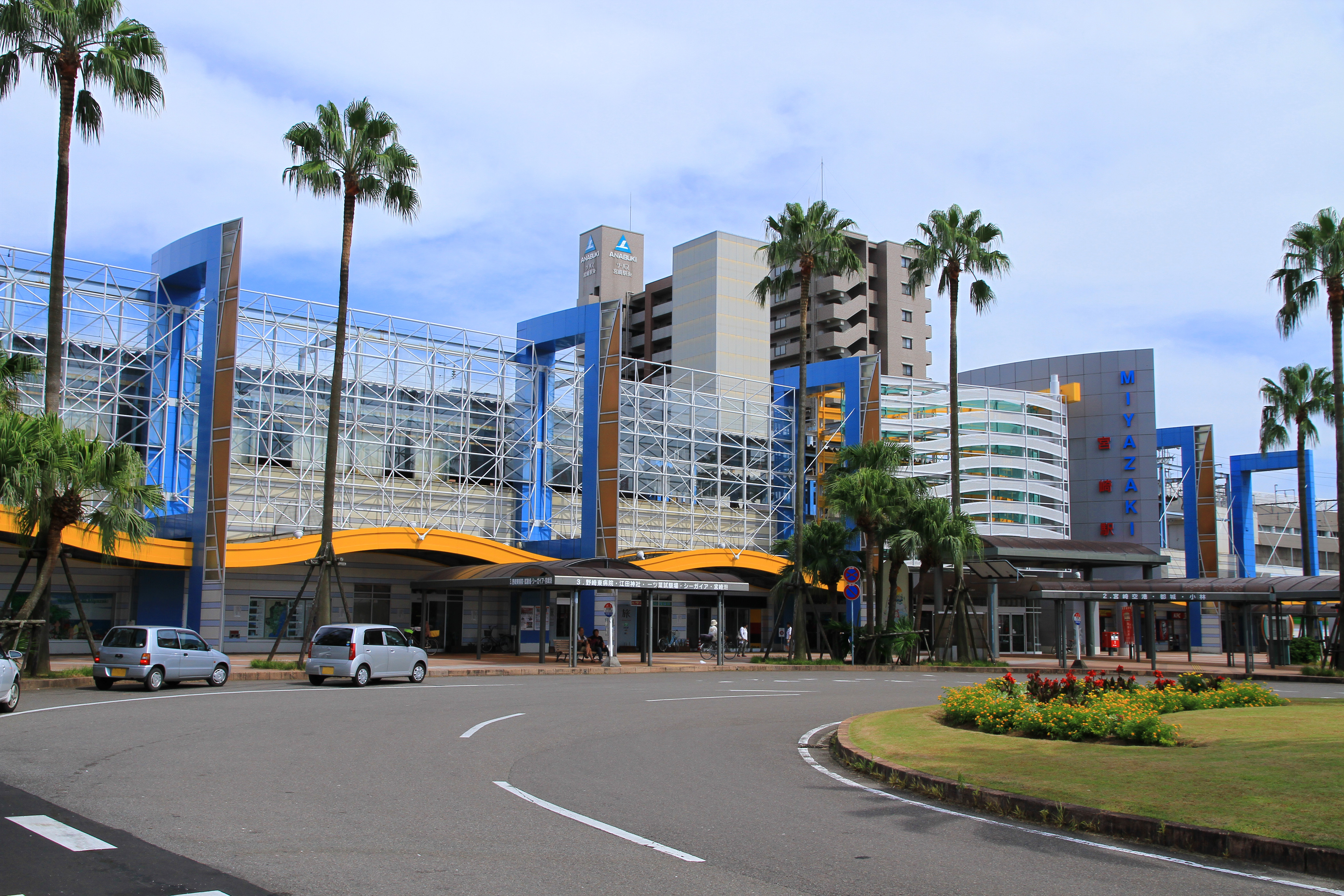
リニューアル前の西口（2011年8月）
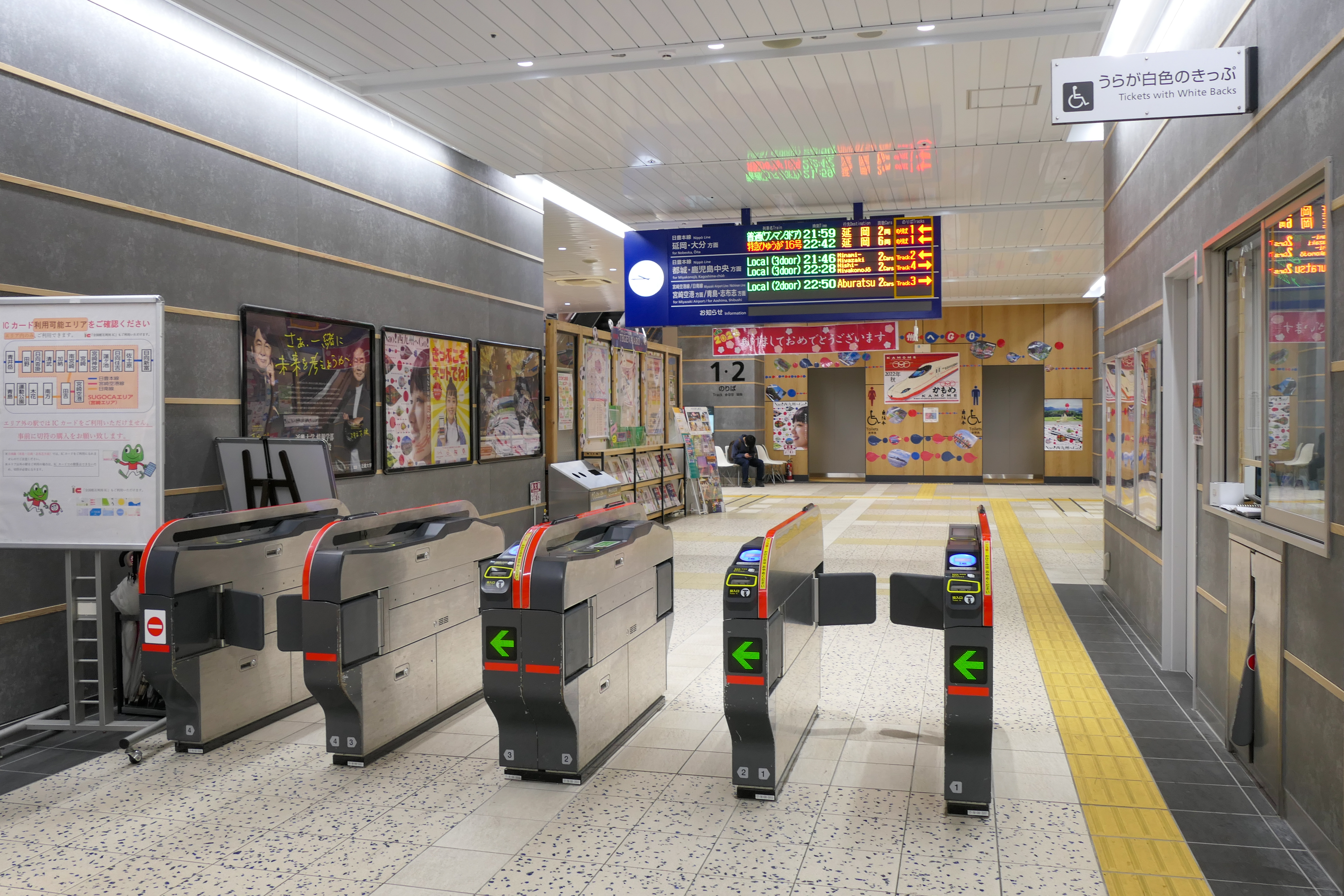
改札口（2022年1月）
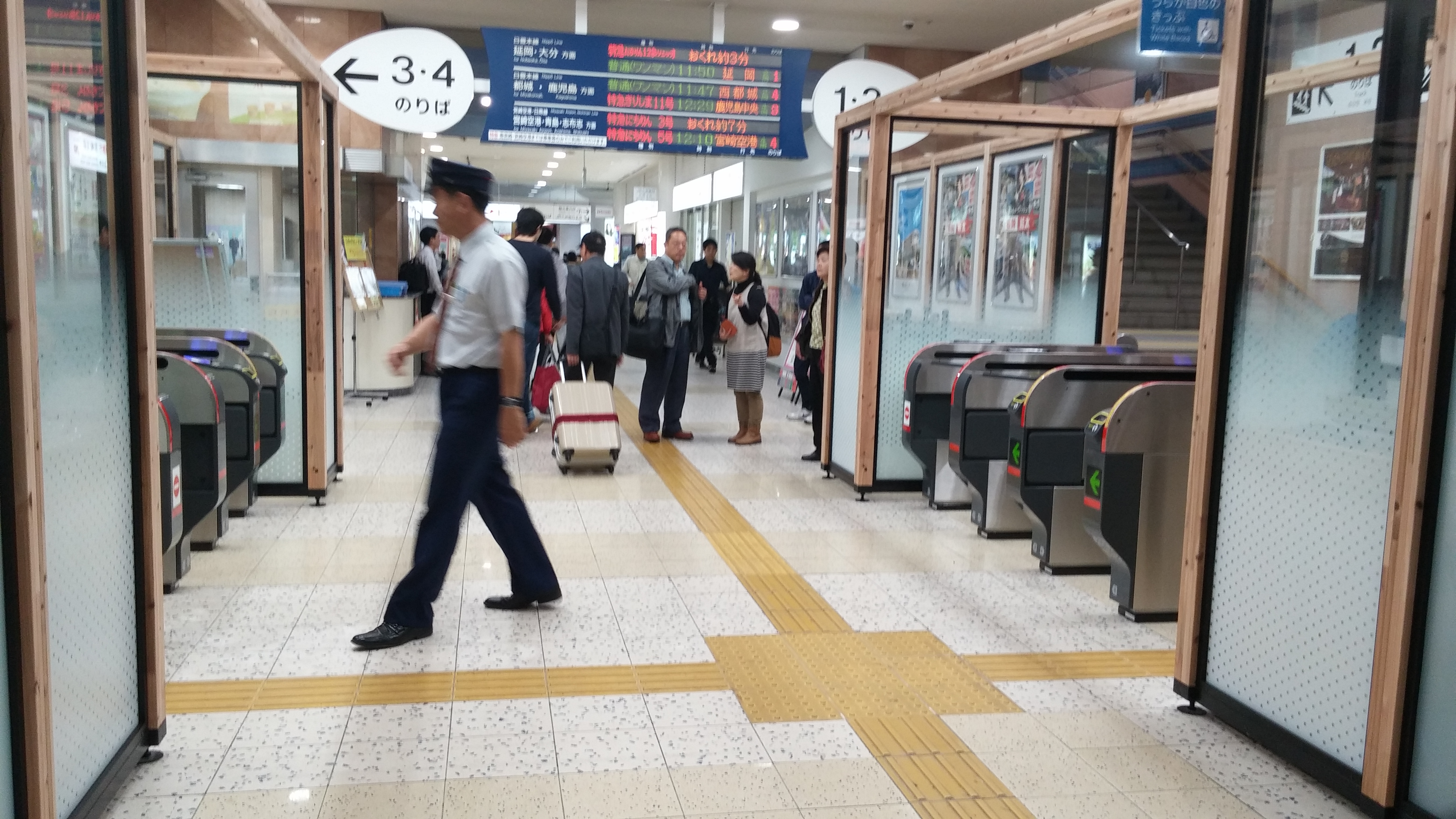
ホーム別に分かれていた頃の改札口（2015年11月）
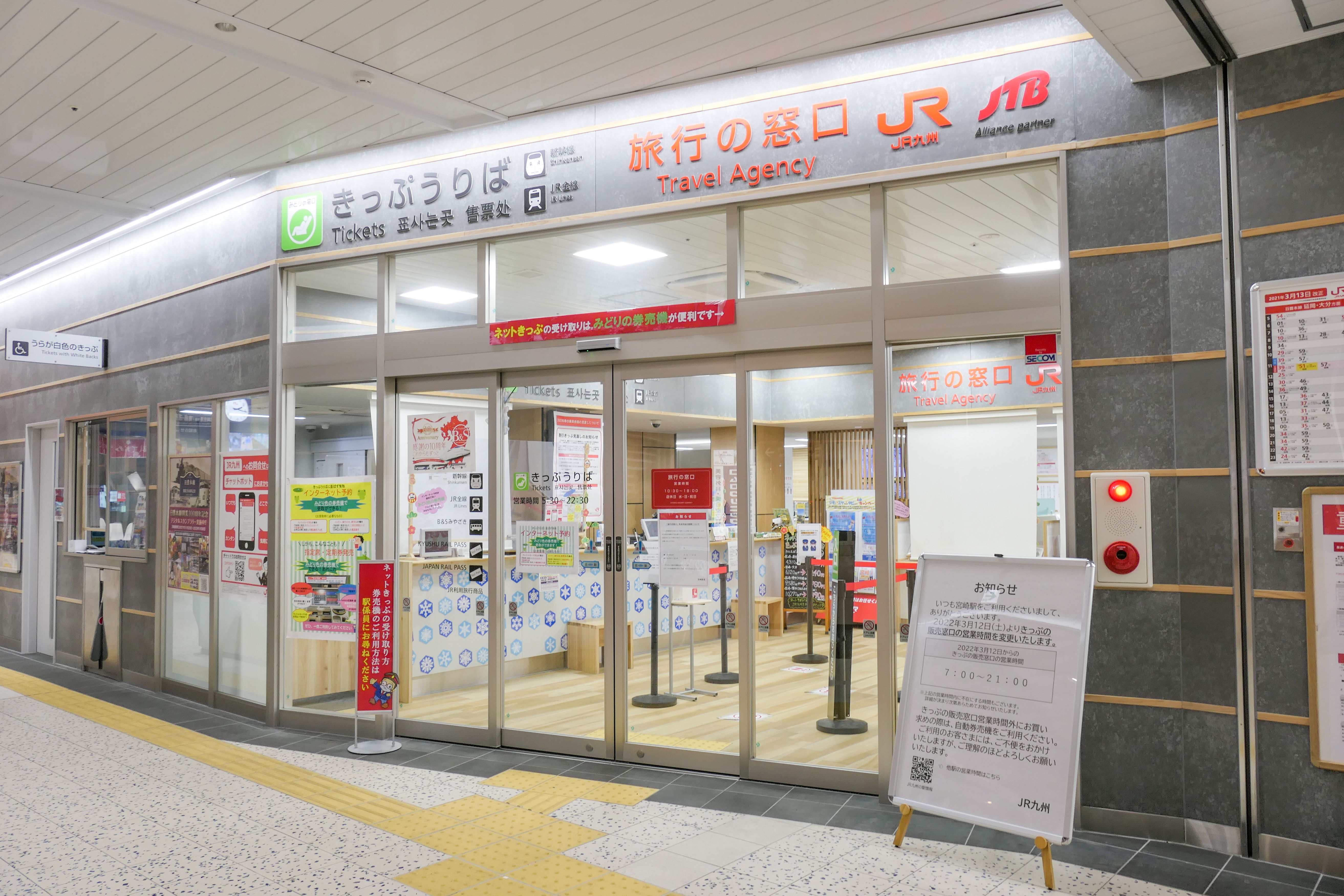
みどりの窓口（2022年1月）
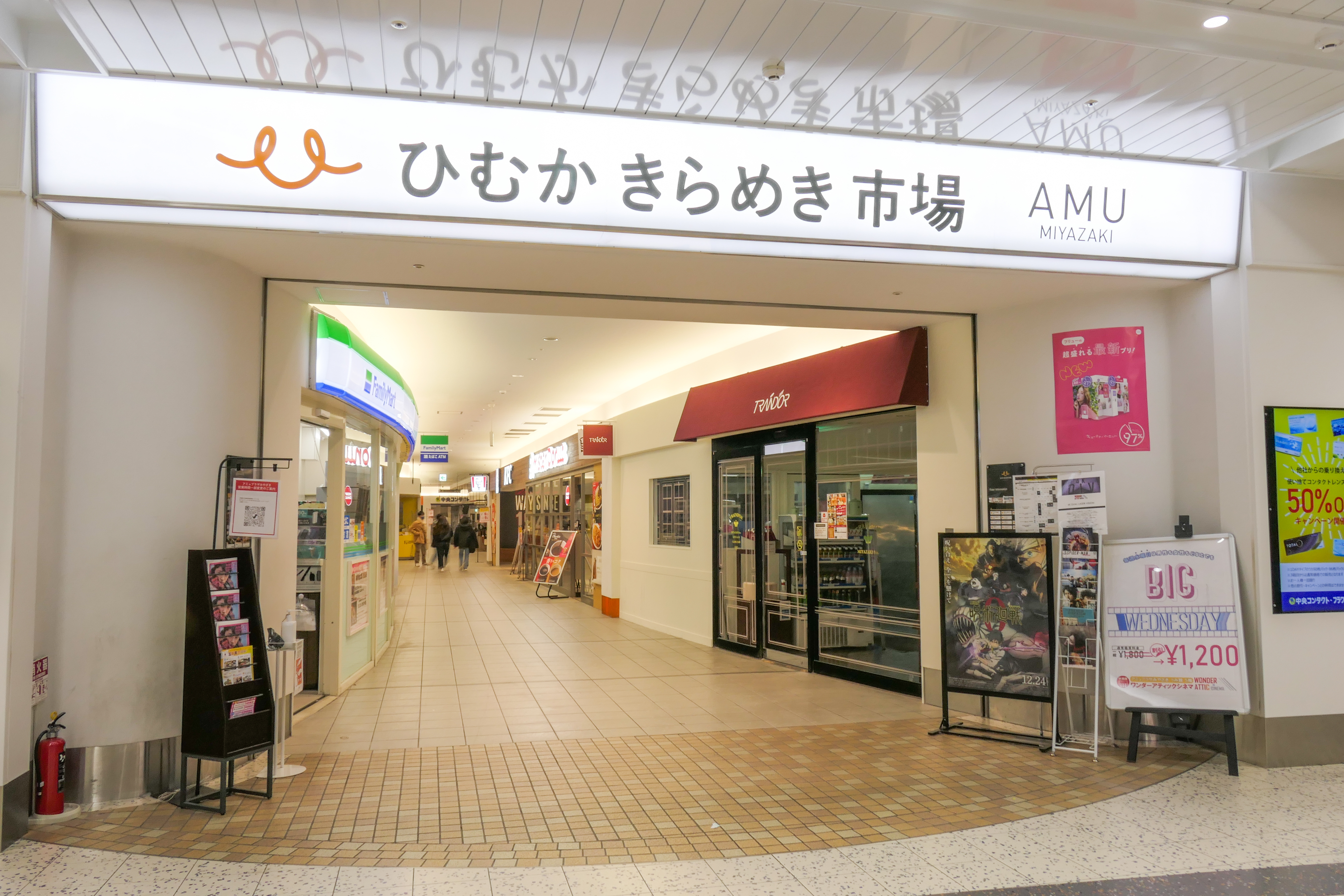
ひむか きらめき市場（南側商業エリア）

### のりば
| のりば | 路線        | 行先                                       | 備考                            |
| ------ | ----------- | ------------------------------------------ | ------------------------------- |
| 1      | ■日豊本線   | 延岡・佐伯方面                             |                                 |
| 1      | ■日豊本線   | 南宮崎・都城・隼人・鹿児島・鹿児島中央方面 | 普通列車3本                     |
| 1      | ■日南線     | 青島・油津・志布志方面                     | 10:30発南郷行き                 |
| 2      | ■日豊本線   | 延岡・佐伯方面                             | 一部列車                        |
| 2      | ■日豊本線   | 南宮崎・都城・隼人・鹿児島・鹿児島中央方面 |                                 |
| 2      | ■宮崎空港線 | 宮崎空港方面                               | 15:03発                         |
| 2      | ■日南線     | 青島・油津・志布志方面                     | 「海幸山幸」1号はこのホームから |
| 3      | ■日豊本線   | 延岡・佐伯方面                             | 8:13発宮崎神宮行き              |
| 3      | ■日豊本線   | 南宮崎・都城・隼人・鹿児島・鹿児島中央方面 | 多くの「きりしま」              |
| 3      | ■宮崎空港線 | 宮崎空港方面                               | 普通列車5本                     |
| 3      | ■日南線     | 青島・油津・志布志方面                     | 普通列車3本                     |
| 4      | ■日豊本線   | 南宮崎・都城・隼人・鹿児島・鹿児島中央方面 |                                 |
| 4      | ■宮崎空港線 | 宮崎空港方面                               | 特急列車は全てこのホーム        |
| 4      | ■日南線     | 青島・油津・志布志方面                     | 「海幸山幸」3号はこのホームから |

- 上り列車は主に1番のりばを使用し、一部は2番のりば、朝の宮崎神宮行き1本のみ3番のりばから発着する。
- 下り列車は全てのホームを使用するが3・4番のりばが多い。「きりしま」のうち2本は4番のりばから発車する。
- 下り「にちりん」「ひゅうが」は全て4番のりばから発車する。当駅終着の「ひゅうが」3・5号はそれぞれ3・1番のりばに入線する。
- 宮崎空港行きは4番のりばを基本とし、一部2・3番のりばから発車する。
- 日南線の列車は全てのホームを使用するが、2・4番のりばを使うことが多い[20]。
- 宮崎駅 - 宮崎空港駅間の利用に限って、特急列車の普通車自由席に乗車券のみで乗車できる。

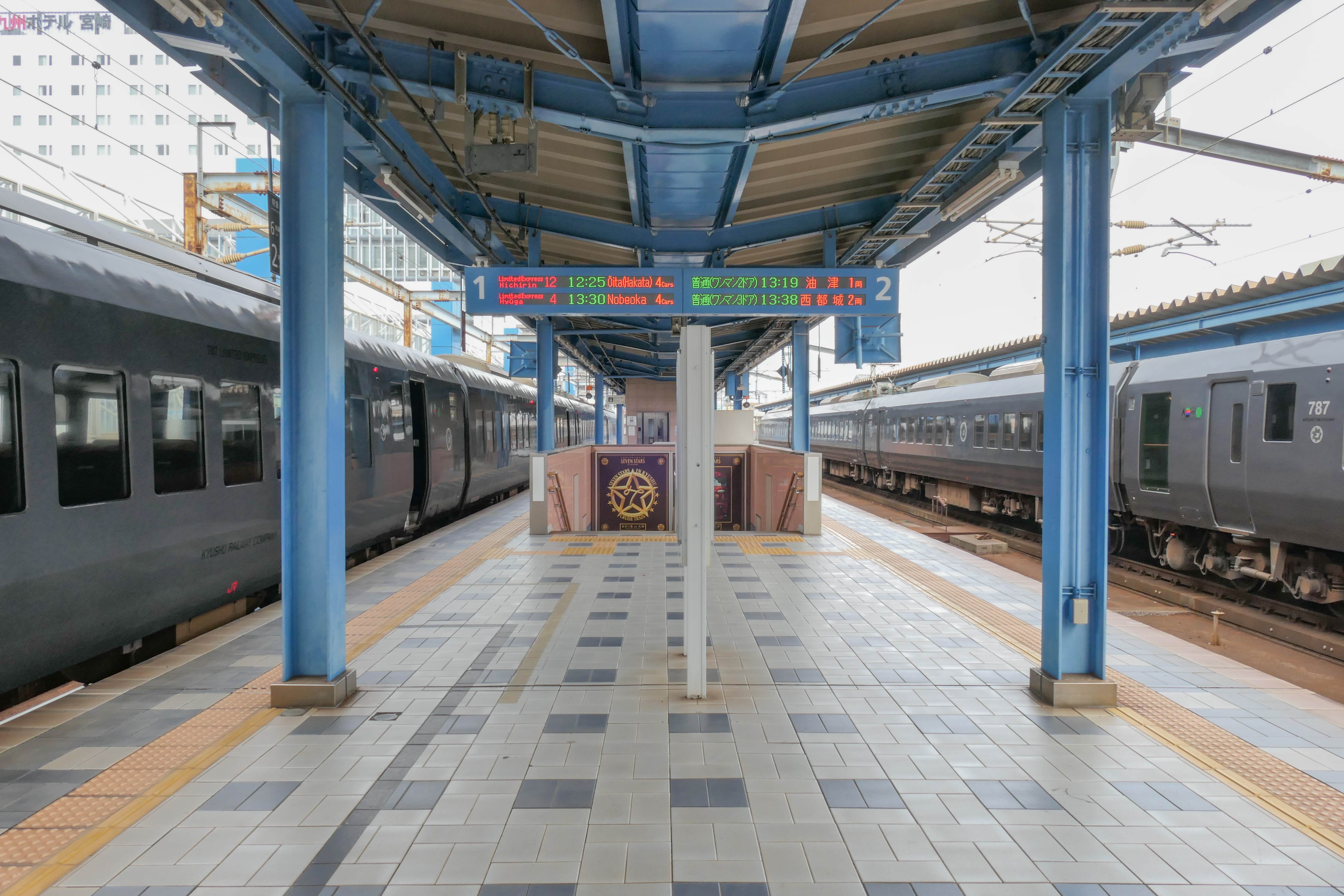
1・2番のりば（2022年1月）
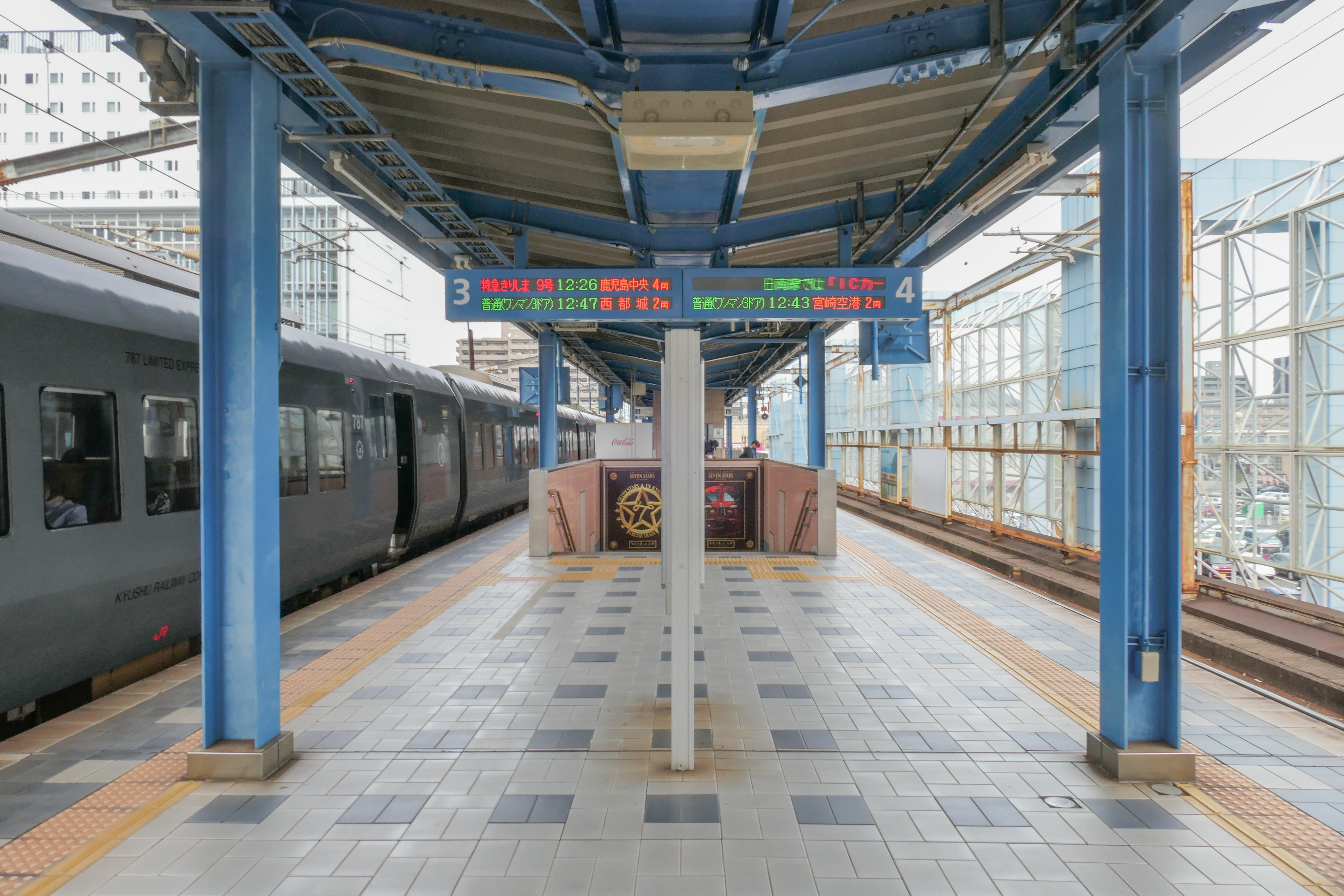
3・4番のりば（2022年1月）

## 駅弁
宮崎駅弁当が調製・販売する。炊き込みご飯の上に椎茸・そぼろ・錦糸卵を乗せた「椎茸めし」が有名。
主な駅弁は下記の通り。
- 上等椎茸めし
- 上等幕の内弁当
- 元祖椎茸めし
- 幕の内弁当

## 利用状況
2023年（令和5年）度の1日平均乗車人員は5,438人である。宮崎県内の駅では最多。
近年の1日平均乗車人員推移は以下の通り。
| 年度               | 1日平均 乗車人員 | 出典          |
| ------------------ | ---------------- | ------------- |
| 1995年（平成07年） | 5,463            | [ 29 ] [ 30 ] |
| 1996年（平成08年） | 5,756            | [ 29 ] [ 30 ] |
| 1997年（平成09年） | 5,525            | [ 29 ] [ 30 ] |
| 1998年（平成10年） | 5,388            | [ 29 ] [ 30 ] |
| 1999年（平成11年） | 5,316            | [ 29 ] [ 30 ] |
| 2000年（平成12年） | 5,263            | [ 29 ] [ 30 ] |
| 2001年（平成13年） | 4,952            | [ 29 ] [ 30 ] |
| 2002年（平成14年） | 4,624            | [ 29 ] [ 30 ] |
| 2003年（平成15年） | 4,671            | [ 29 ] [ 30 ] |
| 2004年（平成16年） | 4,745            | [ 29 ] [ 30 ] |
| 2005年（平成17年） | 4,822            | [ 29 ] [ 30 ] |
| 2006年（平成18年） | 4,686            | [ 29 ] [ 30 ] |
| 2007年（平成19年） | 4,564            | [ 29 ] [ 30 ] |
| 2008年（平成20年） | 4,565            | [ 29 ] [ 30 ] |
| 2009年（平成21年） | 4,401            | [ 29 ] [ 30 ] |
| 2010年（平成22年） | 4,370            | [ 29 ] [ 30 ] |
| 2011年（平成23年） | 4,485            | [ 29 ] [ 30 ] |
| 2012年（平成24年） | 4,715            | [ 29 ] [ 30 ] |
| 2013年（平成25年） | 4,866            | [ 29 ] [ 30 ] |
| 2014年（平成26年） | 4,781            | [ 29 ] [ 30 ] |
| 2015年（平成27年） | 4,878            | [ 29 ] [ 30 ] |
| 2016年（平成28年） | 4,773            | [ 31 ]        |
| 2017年（平成29年） | 4,782            | [ 32 ]        |
| 2018年（平成30年） | 4,952            | [ 33 ]        |
| 2019年（令和元年） | 4,958            | [ 34 ]        |
| 2020年（令和02年） | 3,762            | [ 35 ]        |
| 2021年（令和03年） | 4,206            | [ 36 ]        |
| 2022年（令和04年） | 4,931            | [ 37 ]        |
| 2023年（令和05年） | 5,438            | [ 28 ]        |

## 駅周辺
中心街は当駅南西方向に広がる。駅の東西に出入り口があるが西口方面が商業的に発展した宮崎市中心街へとなり、東口方面は住宅街となっている。
- 官公庁・公共施設
  - 宮崎県庁
  - 宮崎市役所
  - 宮崎科学技術館
  - 旧宮崎県営野球場（現存せず）
  - 旧宮崎県営総合グラウンド（現：宮崎県立宮崎工業高等学校第二グラウンド）
  - 宮崎県体育館
  - ニューウェルシティ宮崎（旧：宮崎厚生年金会館）
  - 宮崎市総合体育館
  - 宮崎県立宮崎病院

教育機関
  - 宮崎公立大学
  - 宮崎大学教育学部附属中学校・小学校・幼稚園
  - 日向学院中学校・高等学校
  - 宮崎学園中学校・高等学校
  - 宮崎市立宮崎小学校 / 中学校
  - 宮崎市立宮崎西中学校
  - 宮崎市立江平小学校
  - 宮崎市立西池小学校
  - 宮崎市立小戸小学校

金融機関
  - 宮崎銀行本店，宮崎駅前出張所，東宮崎支店
  - 宮崎太陽銀行本店
  - ゆうちょ銀行宮崎店（宮崎中央郵便局内）
  - 鹿児島銀行宮崎支店
  - 南日本銀行宮崎支店
  - 大分銀行宮崎支店
  - 肥後銀行宮崎支店
  - 福岡銀行宮崎支店
  - 西日本シティ銀行宮崎支店

交通
  - 宮崎駅バス停 - 宮崎交通
  - 宮崎駅バスセンター - 宮崎交通バスセンター（KITEN1階）
  - 宮崎駅東口バス停 - 宮崎交通
  - 国道10号
  - 国道220号

商業施設
  - アミュプラザみやざき
  - KITEN（宮崎グリーンスフィア壱番館）[23]
  - アニメイト宮崎（アゲインビル内）
  - イオンモール宮崎（当駅東口より有料シャトルバス運行）宮崎交通が担当
  - カリーノ宮崎
  - エースランド・極楽湯（宮崎温泉 自然の湯）
  - 宮崎リゾート温泉 たまゆらの湯
  - 橘百貨店（宮崎ナナイロ）
  - MRT micc（宮崎放送本社ビル）
  - マックスバリュ宮崎駅東店
  - 宮崎山形屋
  - MEGAドン・キホーテ宮崎橘通店
  - コープみやざき宮脇店

宿泊施設
  - JR九州ホテル宮崎（KITEN内）
  - リッチモンドホテル宮崎駅前
  - エアラインホテル（ボンベルタ橘内、MEGAドン・キホーテ宮崎橘通店直結）
  - ホテルケンジントン宮崎
  - ホテルメリージュ（アゲインビル内）
  - アリストンホテル宮崎
  - ホテルJALシティ宮崎
  - アートホテル宮崎スカイタワー
  - コンフォートホテル宮崎
  - ドーミーイン宮崎
  - ホテルルートイン宮崎橘通
  - ホテル東横イン宮崎駅前
  - ホテル東横イン宮崎中央通
  - アパホテル〈宮崎駅橘通〉
  - スーパーホテルPremier宮崎一番街
  - スーパーホテル宮崎天然温泉
  - 宮崎観光ホテル(宮崎交通本社)
  - プリンススマートイン宮崎

その他
  - 宮崎中央郵便局
  - 宮崎日日新聞
  - NTT西日本宮崎支店

- 1987年2月から1995年2月に阿波岐原町に移転するまで駅東口近くの宮脇町に宮崎ガスの本社があった。

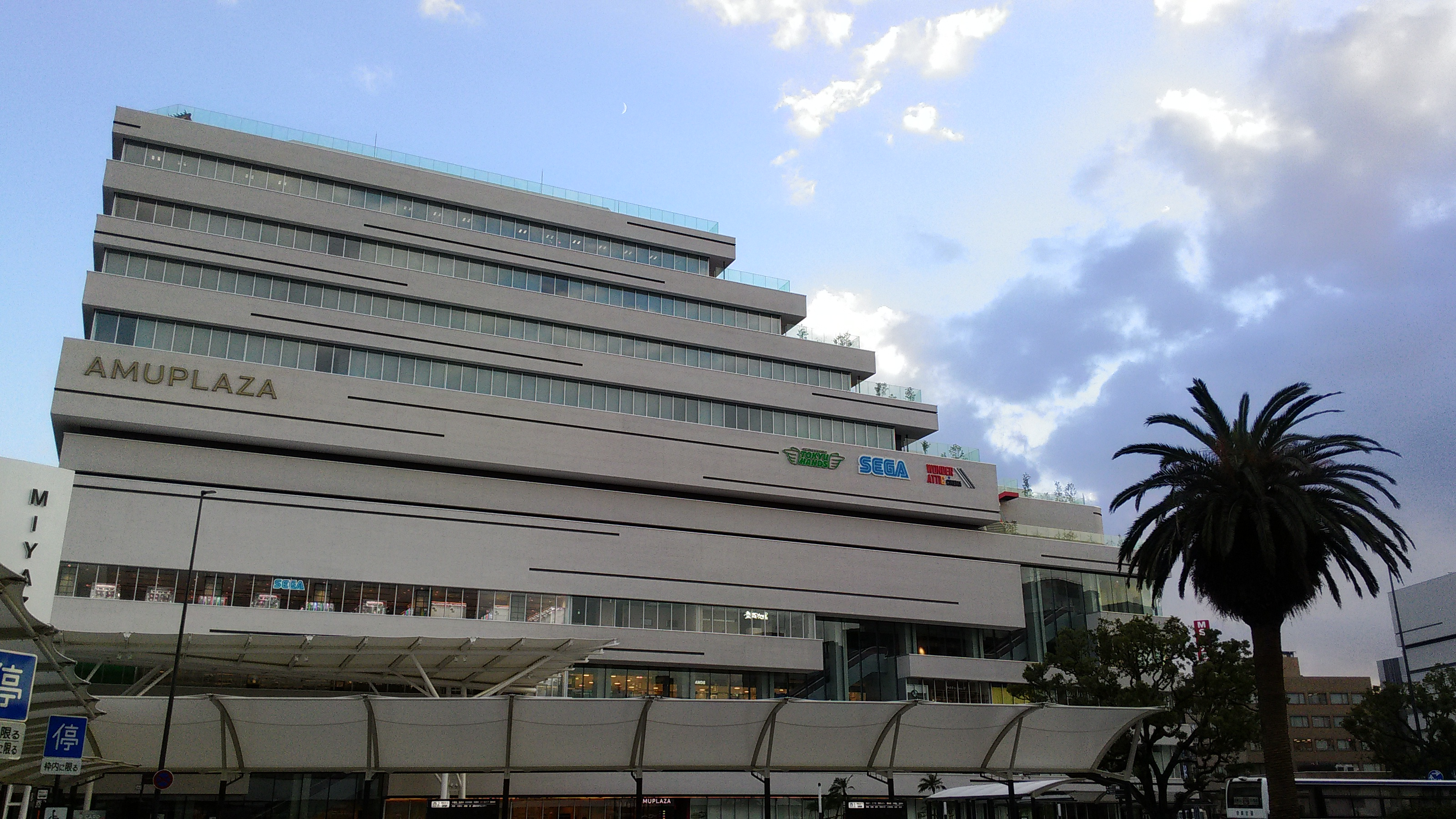
駅前商業施設「アミュプラザみやざき」うみ館（2020年10月）
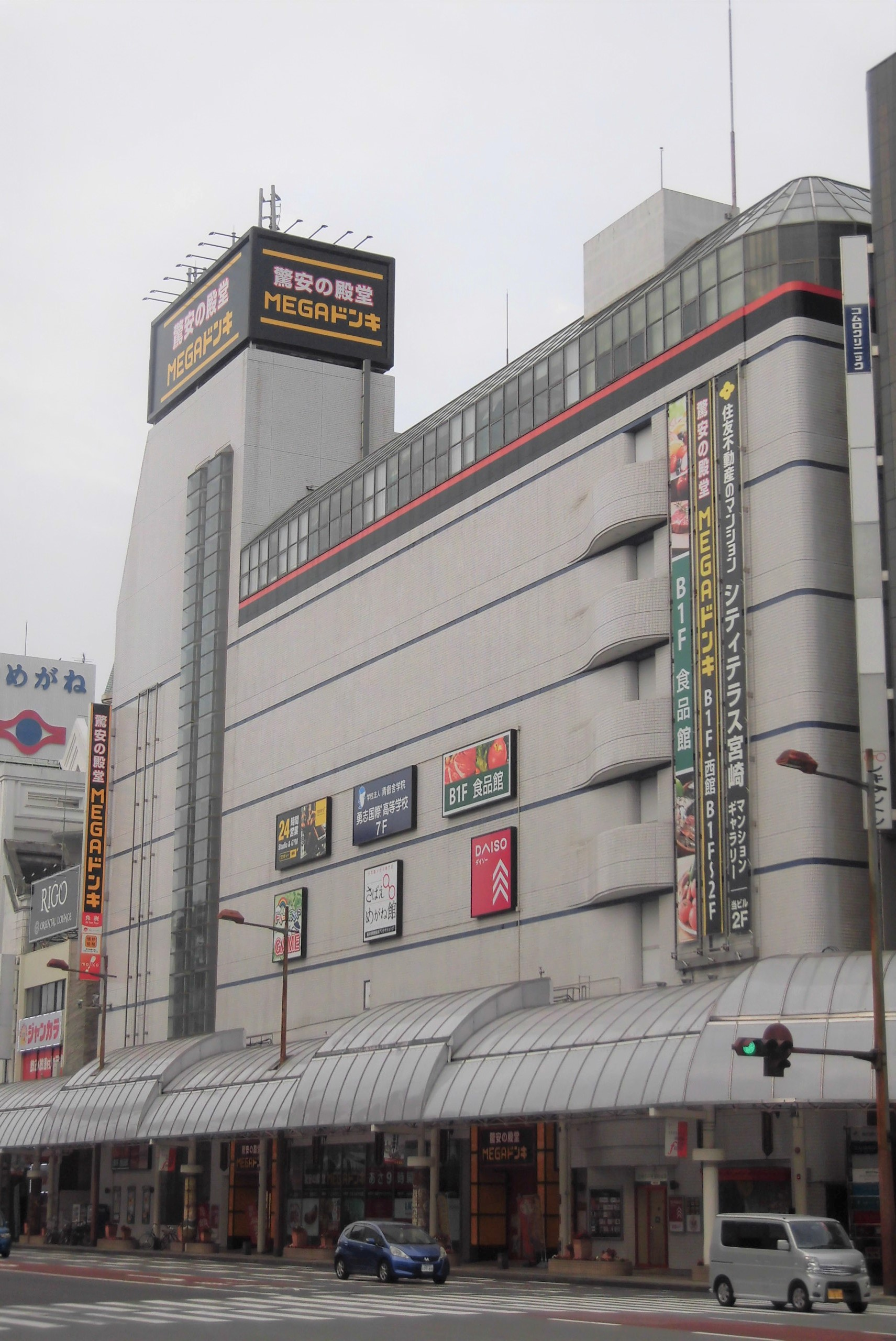
MEGAドン・キホーテ宮崎橘通店（2022年5月）
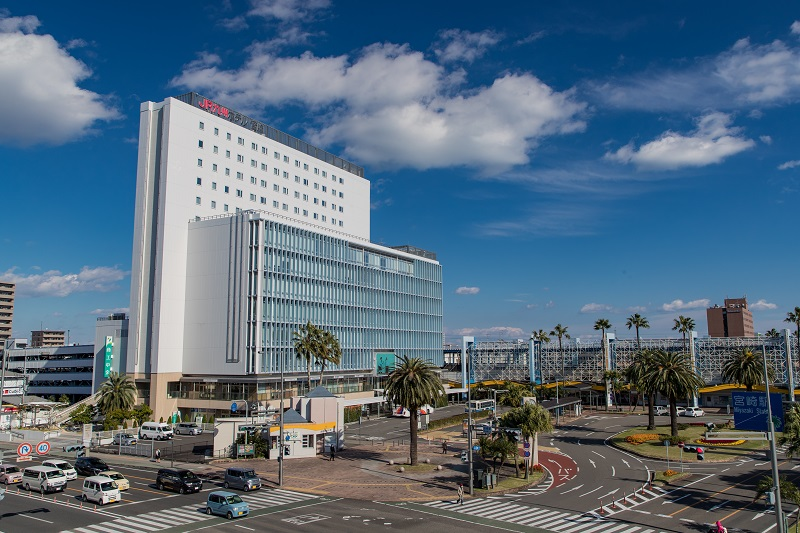
西口ロータリーと「JR九州ホテル宮崎」（2017年12月）

## バス路線
宮崎駅西口・東口にそれぞれバス乗り場が設けられている。
なお、2011年10月1日に駅西口にバスターミナル（正式名称：宮崎駅西口バスターミナル）を兼ね備えた複合施設「KITEN」（正式名称：宮崎グリーンスフィア壱番館）が全面開業したことにより県外高速バスは一部を除き全てここから発着する。かつては一般路線バスと空港リムジンバス、高速バス長崎線と鹿児島線においては当駅舎から向かい側にあった旧宮崎交通宮崎駅前バスセンター発着とし、それ以外の県外高速バスは駅構内西口に乗り場が設けられていたが、「KITEN」開業とともに発券窓口を移転・集約したことにより県外高速バスは全て「KITEN」1階高速バスターミナルに統一、他のバスは駅西口1 - 4番乗り場へ系統別に分散された。

### 一般路線バス・空港リムジンバスなど
全て宮崎交通の運行。
- 宮崎駅 バスのりば[39]

### 県外高速バス（宮崎駅西口「KITEN」1階 - 高速バスターミナル発着）

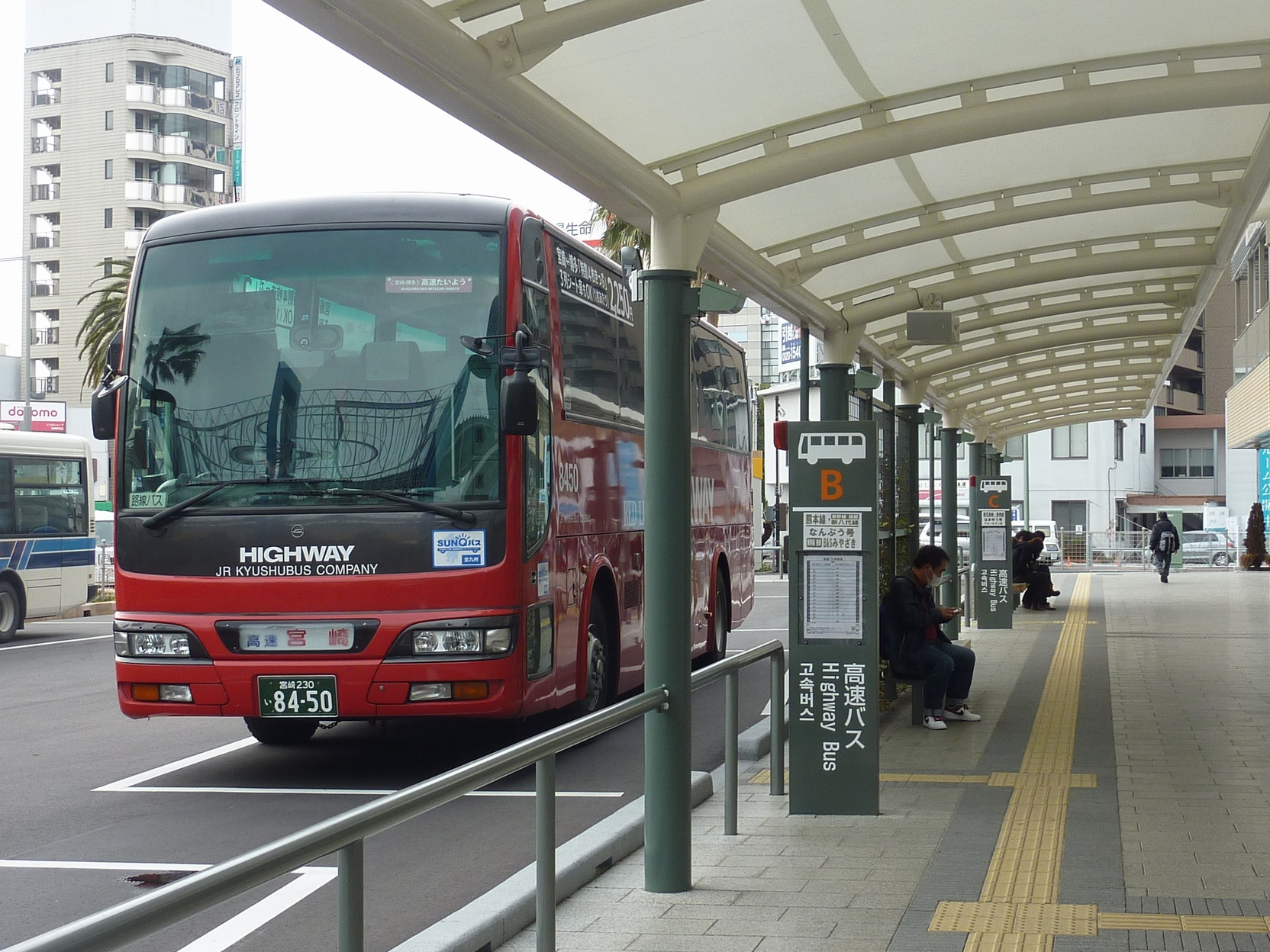
高速バスターミナル。停車しているのはJR九州バスが独自で福岡方面に運行していた「たいよう」（2012年2月）

宮崎交通が運行に関与している高速バスは、KITEN1階からの発着である。なお、夜行便は当初から一度も当駅へは乗り入れていなかったが、2011年3月12日から2013年3月31日まで試験的に夜行便の運行を再開していた福岡線「フェニックス号」が初めて乗り入れて以降、2016年4月22日から2020年5月31日（新型コロナウイルスの世界的感染拡大の影響により同年4月以降は運休となったため実質的には3月28日が最終運行）まで「宮崎・延岡 - 福岡線」として金・土のみの運行により当駅へ乗り入れていた。
【Aのりば（福岡方面）】
- 宮崎駅・宮交シティ - 博多BT - 西鉄天神高速BT　「フェニックス号」　（宮崎交通・西日本鉄道・九州産交バス・JR九州バス）

【Bのりば（新八代・鹿児島空港方面）】
- 宮崎駅・宮交シティ - 新八代駅　「B&Sみやざき号」　（JR九州バス・宮崎交通・産交バス）
- 宮崎駅・宮交シティ - 鹿児島空港　「マンゴーライナー[40]」　（宮崎交通）

【Cのりば（熊本・長崎・高千穂方面）】
- 宮崎駅・宮交シティ - 桜町BT・熊本駅・西部車庫　「なんぷう号」　（宮崎交通・九州産交バス）

- 宮崎駅・宮交シティ - 長崎駅前　「ブルーロマン号」　（宮崎交通・長崎県営バス）
- 宮交シティ・宮崎駅 - 高千穂　※土日祝日のみ運行

### 県外高速バス（宮崎駅東口発着）
宮崎交通が運行に関与していないその他の高速バスは東口からの発着である。
- 高鍋役場前・高岡-宮崎駅 - 南宮崎駅 - 博多駅筑紫口　「みとシティライナー」（山口運送 (宮崎県)（美登観光バス））
- 佐土原-宮崎駅 - 南宮崎駅 - 博多駅筑紫口　「サンマリンライナー」（南九州観光バス）

## 隣の駅
九州旅客鉄道（JR九州）
■日豊本線
- 特急「にちりん」「にちりんシーガイア」「ひゅうが」停車駅（「にちりん」「ひゅうが」の一部は当駅発着）、「きりしま」発着駅

■普通
宮崎神宮駅 - 宮崎駅 - 南宮崎駅
■日南線（当駅 - 南宮崎駅間は日豊本線）
- 特急「海幸山幸」発着駅

■快速「日南マリーン号」・■普通
宮崎駅 - 南宮崎駅
■宮崎空港線（当駅 - 南宮崎駅間は日豊本線）
- 特急「にちりん」「にちりんシーガイア」「ひゅうが」停車駅

■普通
宮崎駅 - 南宮崎駅